# Jacobo Bergareche
Jacobo Bergareche (Londres, 1976) es un escritor y guionista español. Comenzó los estudios de Bellas Artes en la Universidad Complutense de Madrid, pero dejó esa formación y se trasladó a Boston, donde estudió literatura y escritura en el Emerson College. Además de la escritura, habitualmente ha trabajado como productor audiovisual, guionista y publicista.
Persiguiendo su sueño de ser escritor ya a los 15 años ingresó en la Escuela de Letras de Madrid. Nieto de Ramón Mendoza y Luis Bergareche, fue padre joven, lo que le apremió a conseguir cierta estabilidad y le alejó de la escritura literaria. Su obra como escritor es breve pero diversa, ya que además de sus novelas cuenta con un poemario, titulado Playas, publicado en 2004; una obra teatral, Coma, de 2015; género infantil en forma de colección de libros, Aventuras en Bodytown, de 2017; y un ensayo autobiográfico basado en el asesinato de su hermano en Angola, publicado en 2019, que aborda el duelo y titulado Estaciones de regreso. Su primera novela, Los días perfectos, se convirtió en su trabajó más célebre, y recibió una mención especial en el Premio de Literatura de la Unión Europea y fue incluido entre los mejores libros españoles de 2021 para la publicación especializada en literatura Babelia y el diario El Confidencial. La novela, enmarcada en el género epistolar, es fruto de su estancia de cuatro años en Austin (EE. UU.), donde investigó correspondencia privada inédita de William Faulkner con su amante en el Centro Harry Ransom de la Universidad de Texas, y trata las distintas etapas del amor, desde la intensidad inicial a la monotonía y el recuerdo con el paso del tiempo. Su segunda novela, aparecida en 2023 bajo el título Las despedidas, recupera el tema del duelo y afronta la insatisfacción, la paternidad y los recuerdos de un marido acomodado a partir de un suceso en que se plantea si pudo haber llevado una vida distinta. Tras sus dos novelas, escribió junto al neurocientífico Mariano Sigman un ensayo, Amistad, que reflexiona sobre la naturaleza misma de la amistad, para lo que conversaron a lo largo de cinco días, simulando un banquete platónico, con setenta y cinco personas, de diversas edades y ambientes, anónimas y conocidas, como Jorge Freire, La Bien Querida, Marta Nieto, Jorge Drexler, Manuel Jabois o Rosa Montero.

## Obra

### Literatura
- Playas (2004)
- Coma (2015)
- Aventuras en Bodytown (2017)
- Estaciones de regreso (2019)
- Los días perfectos (2021)
- Las despedidas (2023)
- Amistad (2025, junto a Mariano Sigman)

### Audiovisual
Como guionista, creador o productor:
- Casi perfectos (2004)
- Mi querido Klikowsky (2005-06)
- Los simuladores (2006)
- Plan América (2008)
- Hablan, kantan, mienten (2008-09)
- Karabudjan (2010)
- Los 33 de Atacama (2010)